# Biberbach (Souabe)
Pour les articles homonymes, voir Biberbach.
Biberbach est une ville-marché (markt) de Bavière (Allemagne), située dans l'arrondissement d'Augsbourg et le district de Souabe.

## Géographie

Situation de Biberbach (en rouge) dans l'arrondissement d'Augbsourg

Schmutter est située sur la bordure occidentale du Lech-Schmuttertal, sur la rivière Schmutter, à la limite avec l'arrondissement de Dillingen, à 20 km au nord d'Augsbourg. Deux des cinq villages de la commune, Feigenhofen et Affaltern sont situés dans le Parc naturel d'Augsbourg-Westliche Wälder. Les trois autres sont Biberbach, Eisenbrechtshofen et Markt.
Communes limitrophes (en commençant par le nord et dans le sens des aiguilles d'une montre) : Meitingen, Langweid am Lech, Gablingen, Heretsried, Laugna et Wertingen.

## Histoire
La première mention écrite de Biberbach date de 1070. En 1514, le village devient la propriété de Jacob Fugger, le grand banquier augsbourgeois. Il sera ensuite la propriété des princes Fugger-Babenhausen jusqu'à son incorporation à la confédération du Rhin et au royaume de Bavière en 1806.
Biberbach a fait partie de l'arrondissement de Wertingen jusqu'à sa disparition en 1972. En 1978, les communes de Eisenbrechtshofen, Markt, Feigenhofen et Affaltern sont incorporées à Biberbach.

## Monuments

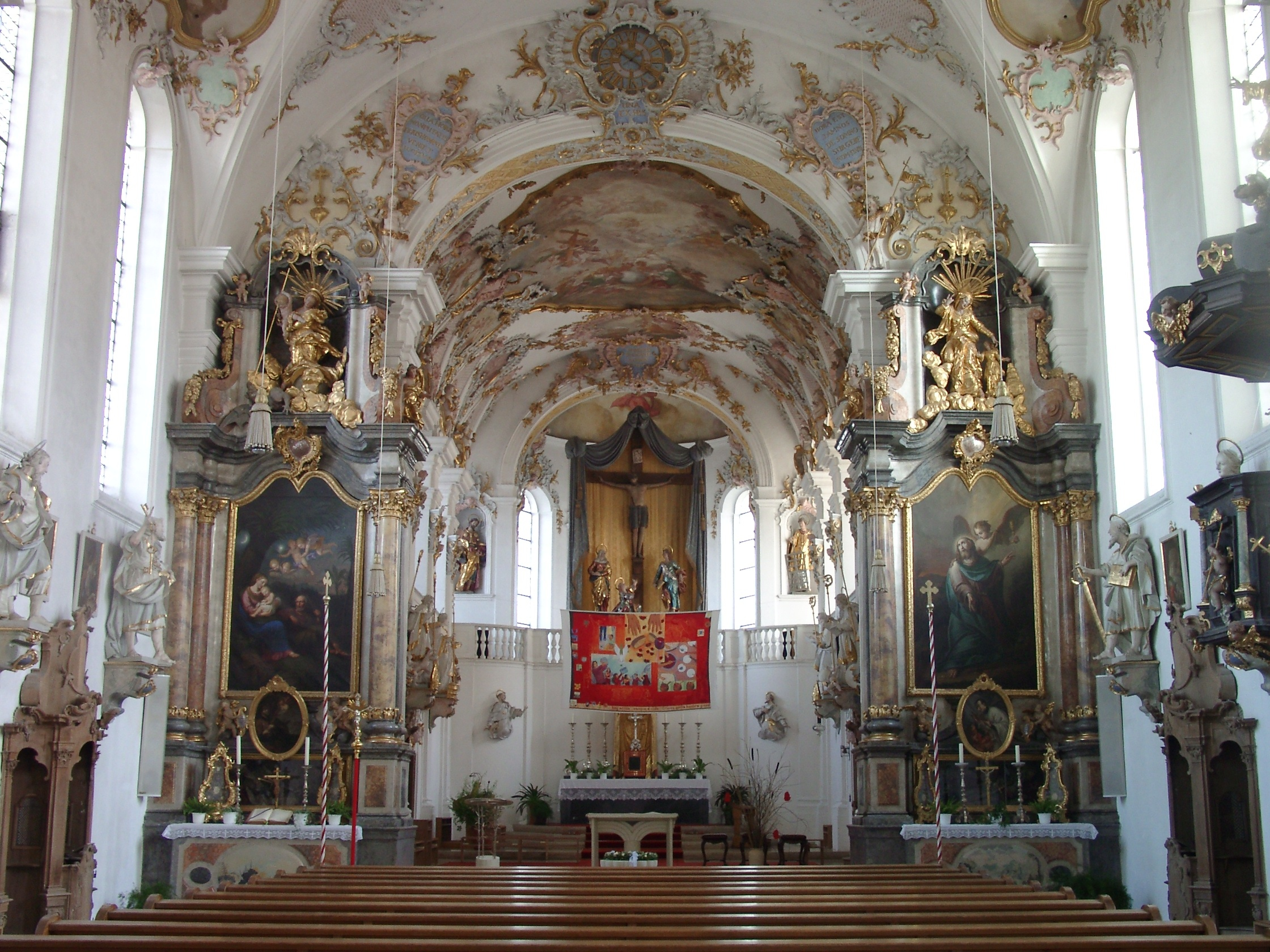
Intérieur de l'église St Jacques

- Biberbach, église de pèlerinage St Jacques et St Laurent, datant de 1684, à la superbe décoration intérieure de style rococo. Un crucifix roman y est l'objet de la dévotion populaire. Wolfgang Amadeus Mozart y participa le 6 novembre 1766 à un concert.
- Markt, château Fugger, construit en 1525.

## Démographie
Village de Biberbach seul :
| 1910 | 1933 | 1939 |
| ---- | ---- | ---- |
| 689  | 738  | 786  |

Marché de Biberbach dans ses limites actuelles :
| 1840  | 1871  | 1900  | 1910  | 1925  | 1933  | 1939  | 1950  | 1961  |
| ----- | ----- | ----- | ----- | ----- | ----- | ----- | ----- | ----- |
| 1 557 | 1 466 | 1 734 | 1 799 | 1 775 | 1 766 | 1 801 | 3 023 | 2 381 |

| 1970  | 1987  | 2000  | 2005  | 2009  | - | - | - | - |
| ----- | ----- | ----- | ----- | ----- | - | - | - | - |
| 2 499 | 2 758 | 3 434 | 3 488 | 3 402 | - | - | - | - |

## Jumelages
- Straußfurt (Allemagne) depuis 1994, dans l'arrondissement de Sömmerda, ne Thuringe